# コダヴァ語
コダヴァ語（コダヴァご、コダヴァ語: ಕೊಡವ、英: Kodava language）はドラヴィダ語族に属する言語である。カルナータカ州南部のコダグ県固有の言語である。コダヴァ族の母語であるが、コダグ県に住む他のコミュニティや民族の大部分がコダヴァ語を使用する。

## 言語名別称
- コダグ語
- Khurgi
- Kurja
- Kotagu
- Coorge
- Coorgi
- Coorg
- Kurug
- Kodava Thak
- Kadagi
- Kodagu
- Koḍagu
- Kodava Takk